# War of the Worlds
|  | For filmen fra 2005 af samme navn, se War of the Worlds (2005) |
War of the Worlds er en science fiction-roman udgivet i 1898 af H.G. Wells, der beskriver, hvordan England invaderes af rumvæsener fra Mars. Det er en af de bedst kendte beskrivelser af en fremmed invasion af Jorden. Den danske oversættelse har titlen "Klodernes kamp".
Bogen og dens historie har givet grobund til en lang række nye bøger, film og endda som et yderst realistisk radiospil af Orson Welles, udsendt i 1938; radiospillets form af direkte nyhedsreportage fik nogle lyttere til at gå i panik.